# Michel Egloff
Pour les articles homonymes, voir Egloff.
Michel Egloff né le 29 janvier 1941 et mort le 29 juillet 2021,  est un préhistorien suisse, promoteur de l'archéologie auprès de la population et fondateur du musée d'archéologie de Neuchâtel (Laténium) qui héberge également le service archéologique du canton de Neuchâtel. Il est à l'origine aussi de la Chaire d'archéologie préhistorique de l'université de Neuchâtel, où il a enseigné jusqu'en 2006, date à laquelle il a été nommé professeur honoraire.

## Biographie
Michel Egloff naît de parents instituteurs dans la région de Vevey et grandit au Mont de Corsier-sur-Vevey, puis étudie à Lausanne à la Faculté des Lettres.
Ses premières fouilles se font avec son père dans les déblais d'anciennes fouilles à Villeneuve, mais sans autorisation officielle. Cela leur vaudra un rappel à l'ordre d'Edgar Pelichet, alors archéologue cantonal vaudois. Ses premières fouilles sérieuses se font à Avenches. Il prend six mois de congé avant sa licence à l'université de Lausanne, alors qu'il est assistant du professeur Théodore Schwartz; tous deux s'attèlent à reconstituer le réseau routier de la colonie romaine d'Aventicum, Schwartz comme chef de fouille et Michel Egloff comme dessinateur. Toujours à Avenches, en mars 1960, Michel Egloff participe à la découverte de vestiges d'industrie céramique au lieu-dit de « Saint Martin », dans la partie sud-ouest de la ville, à 160 m de la muraille. 
Une rencontre charnière est celle du professeur André Leroi-Gourhan, qu'il contacte pour son projet de thèse de doctorat, après avoir participé aux fouilles de la grotte du Lion d'Arcy-sur-Cure au début des années 1960. Il admire sa connaissance du paléolithique et sa posture pluridisciplinaire entre archéologie et ethnologie, ainsi que sa position de successeur de l'Abbé Breuil dans l'étude de l'art pariétal. Dans la Grotte de Lascaux, comme assistant de l'abbé André Glory, il participe au relevé des gravures et peintures du puits de L'Homme au Rhinocéros. Il est alors passionné par cet « art sans écriture » où se mêlent religion et mythologie, qui constitue un précieux témoin de la sensibilité préhistorique. 
En Suisse, Michel Egloff contribue à la découverte en 1966 d'un abri sous roche près de Baulmes (Abri de la Cure), site qu'il choisit comme sujet d'étude sur le mésolithique. Parallèlement, il se tourne vers l'Égypte: sur invitation de Rodolphe Kasser, il participe à la fouille du site monastique des Kellia, comprenant 1450 monastères cénobites répartis sur 8 km2 et dédie finalement sa thèse de doctorat à l'étude de la céramique copte. Leroi-Gourhan en accepte la direction, bien qu'il ne maîtrise pas le sujet, car il s'intéresse à la méthodologie mise en place par Michel Egloff. La soutenance se tiendra à La Sorbonne.  
De retour à Yverdon, Egloff est engagé comme professeur d'histoire au collège et comme conservateur du Musée d'Yverdon. Le premier avril 1969, il est appelé à Neuchâtel pour reprendre la place de Jean-Pierre Jéquier, archéologue cantonal, décédé lors de fouilles subaquatiques peu de temps auparavant. Il endosse un triple rôle, celui de conservateur du Musée d'archéologie de Neuchâtel (alors encore localisé dans une annexe du Palais du Peyrou), celui de professeur de préhistoire à l'Université de Neuchâtel, et celui d'archéologue cantonal.   
En 1986, Michel Egloff est élu président de la Fondation Suisse-Liechtenstein pour les recherches archéologiques à l'étranger, poste qu'il occupera pendant 12 ans. Plusieurs missions de recherches sont menées par ses anciens étudiants, et la diversité des thèmes abordés par les mémoires de licence qu'il dirige s'agrandit. Ses charges de cours croissent peu à peu, jusqu'à la fondation de l'Institut de Préhistoire, qui deviendra un véritable centre de recherche en archéologie préhistorique.

## Les débuts de l'archéologie préventive à Neuchâtel
Dans les années 1960 et au début des années 1970, les fouilles de la baie d'Auvernier, où ont été attestées de nombreuses stations palafittiques du Néolithique et de l'âge du Bronze (comme celle de Hauterive-Champréveyres), représentent le plus important projet archéologique jusqu'alors conduit en Suisse. Engagées d'abord sous la forme de travaux de sauvetage, ces fouilles instituent, avec celles notamment du site de Twann/Douane, la mise en place de l'archéologie préventive en Suisse. Afin de préparer l'exploration archéologique des tronçons touchés par les chantiers de l'autoroute A5 sur la rive nord du lac de Neuchâtel, Michel Egloff met en place des campagnes de prospection aérienne et des sondages subaquatiques. On découvre ainsi des structures et objets remarquables, fournissant des arguments pour tenter de ralentir, sinon d'arrêter la construction, ou bien de faire modifier le tracé. De fait, l'arrêté fédéral du 13 mars 1961 conçu en partie par le  professeur Hans-Georg Bandi et adopté par le Conseil Fédéral concernant l'obligation pour le maître d’œuvre de prendre en charge les fouilles archéologiques nécessaires lors de la construction d'une autoroute jouera alors un rôle significatif. Cet arrêté, invoqué par la Commission spéciale d'archéologie pour la construction de la N5 dans le Canton de Neuchâtel – active dès le début des travaux en 1964 et présidée alors par le professeur en archéologie Marc-Rodolphe Sauter puis par le professeur Hans-Georg Bandi –, va permettre aux équipes de Michel Egloff, alors financées par l’État, d'obtenir un sursis de cinq ans pour intervenir à Auvernier. Plus tard suivent d'autres grands projets, tels les fouilles de Hauterive/Champréveyres, de Saint-Blaise/Bain des Dames, de Neuchâtel/Monruz et enfin celle du tronçon entre Areuse et la frontière vaudoise. Des techniques de grande envergure sont développées, comme la mise en place d'un polder pour assécher un site et le fouiller à l'air libre; à Bevaix, c'est la prospection aérienne qui permet la découverte des vestiges d'un chaland gallo-romain. Le premier laboratoire romand de dendrochronologie voit le jour à Neuchâtel en 1974, afin de dater les pieux mis au jour dans le lac. 
L'archéologie est donc puissamment stimulée dans la région: professionnalisation, améliorations techniques, développement des études pluridisciplinaires, enrichissement des objectifs scientifiques, nouvelles méthodes d'analyse et essor de la diffusion du savoir par la création de la série Archéologie Neuchâteloise. Les acquis sont immenses, puisque les fouilles ont entre autres permis la découverte de vestiges magdaléniens d'un niveau de conservation rare, une meilleure connaissance des sites lacustres ainsi que leurs rapports avec l'arrière-pays agricole, des rapports entre les humains et leur environnement naturel, une étude poussée de l'industrie lithique régionale - finalement, une maîtrise très dense de l'occupation du territoire neuchâtelois, du Paléolithique supérieur jusqu'à l'âge du Fer.

## Fondation duLaténium
L'immense ensemble de vestiges issus du site de La Tène, situé entre l'extrémité est du lac de Neuchâtel et la rivière de la Thièle, cumulé aux centaines de milliers de trouvailles issues des fouilles récentes, donne l'idée à Michel Egloff de construire un nouveau musée d'archéologie. Dans un premier temps, deux expositions temporaires sont mises en place, la première en 1979 au Musée d'Art et d'Histoire de Neuchâtel et en 1980 au Museum zu Allerheiligen de Schaffhouse, la seconde en 1980 au musée des Beaux-Arts de la Chaux-de-Fonds puis au Musée national suisse de Zurich. Elles portent respectivement sur les fouilles d'Auvernier et sur les acquis archéologiques dans la région neuchâteloise. Mais ces expositions ne sont pas à la hauteur du rêve de Michel Egloff, qui veut "un musée à la hauteur du concept [de La Tène]", qui puisse représenter l'ensemble des périodes d'occupation connues de la région de Neuchâtel. De plus, l'ancien musée cantonal d'archéologie devenait trop étroit pour les nouvelles découvertes qui voyaient le jour après chaque fouille, et les conditions de conservation devenaient peu adéquates. Un projet de cette ampleur demande beaucoup de soutien, qu'il trouve notamment auprès d'André Brandt et de la Fondation de La Tène créée pour l'occasion. Pendant plus de 20 ans des groupes de travail et des commissions s'attèlent à la tâche, en commençant par chercher le lieu où s'implanterait le futur musée. C'est le site d'Hauterive/Champréveyres, alors en cours de fouille, qui finit par s'imposer. À la suite de l'identification de vestiges immergés d'un habitat de l'âge du Bronze, sur ce site du bord du lac de Neuchâtel, sur le tracé de l'autoroute A5, des fouilles préventives avaient été organisées, à la suite de l'assèchement de la zone au moyen de palplanches, pour créer un polder. Sur ce même site, on découvre alors les vestiges d'établissements néolithiques, ainsi que les traces d'un campement magdalénien, ainsi qu'un second encore mieux conservé à Monruz. Sont alors également découvertes sur ce dernier site trois "Vénus", des statuettes préhistoriques dont la silhouette représente des personnages féminins. Le temps pressant, la partie centrale du campement est emmenée ailleurs pour être fouilée ; un bloc de 450 tonnes transporté, qu'on retrouve aujourd'hui exposé, sous forme de moulage, dans le parc du Laténium et qui  montre l'arrangement d'un campement magdalénien, avec ses différents foyers, zones de boucherie ou de taille du silex. 
Le concours d'architecture pour le nouveau musée d'archéologie de Neuchâtel est lancé en 1986 par une commission présidée par le professeur Hans-Georg Bandi: les lauréats sont de jeunes architectes genevois. Un vote populaire étant nécessaire, Michel Egloff travaille dur pour sensibiliser la population sur l'importance de son patrimoine. A force de conférences et d'exposés, le peuple se prononce, le 9 juin 1996, à 63% en faveur de la construction du "Laténium".  Ce dernier est inauguré le 7 septembre 2001. Michel Egloff s'en voit confier la direction, et prend sa retraite en 2006. 

## Principales publications
- Kellia : la poterie copte : quatre siècles d'artisanat et d'échanges en Basse-Egypte, vol. 1 et 2, Genève, Georg, 1977.
- Laténium pour l'archéologie : le nouveau Parc et Musée d’archéologie de Neuchâtel, M. Etter (dir.), Hauterive, 2001
- Laténium - Guide de visite, M. Egloff, M.-A. Kaeser, D. Ramseyer & M. Etter, Hauterive, 2010.
- Des premiers chasseurs au début du christianisme, G. Attinger, Hauterive 1989.